# 大象馬球
大象马球是一种骑在大象背上进行的马球运动的变体。目前在尼泊尔和泰国有开展，英国和苏格兰也定期组队参赛。比赛使用标准马球用球和长约1.8米至3米的藤制球杆（类似竹竿），球杆一端装有马球槌头。由于大象行动速度较慢，比赛场地长度为标准马球场地的四分之三。每头大象上有两人：一位是指挥大象行动的象夫，另一位是球员，负责指示方向并击球。
大象马球起源于尼泊尔的梅加乌里（Meghauli）。尼泊尔的“虎顶营地”（Tiger Tops）仍是大象马球的总部所在地，也是世界大象马球锦标赛的举办场地。
尼泊尔和泰国的大象马球比赛是在“世界大象马球协会”（WEPA）的监督下进行的。WEPA对大象福利和比赛规则有严格规定。印度和斯里兰卡举办的其他赛事则各自独立，不隶属于该协会。斯里兰卡曾由“锡兰大象马球协会”在加勒每年举办一次比赛，但该赛事在2007年终止，原因是一头失控的大象破坏了几辆汽车。
善待动物组织对大象马球项目中存在虐待大象的行为提出指控，导致部分比赛被取消，赞助方撤资，并促使《吉尼斯世界纪录》删除了与大象马球相关的记录。
泰国大象马球协会于2018年10月宣布，将终止在泰国举行的大象马球比赛。此前，大象马球锦标赛每年都会在曼谷的安娜塔拉酒店举办，该酒店隶属于美诺酒店集团。

## 外部連結
- 世界大象马球协会